# Disney Cinema
Disney Cinema fue un canal de televisión francés, que exhibía las nuevas películas de Disney ocho meses después de su estreno en cines. En Francia y África, Disney Cinema fue exclusivo de Canal+.

## Historia
El 2 de noviembre de 2002, tres nuevos canales de Disney fueron lanzados en Canal Satellite: Disney Channel +1, Playhouse Disney y Toon Disney.
Toon Disney se dedicó únicamente a emitir series de televisión animada de Disney.
El 4 de septiembre de 2007, Toon Disney se convirtió en Disney Cinemagic, convirtiéndose en un canal premium, emitiendo nuevas películas ocho meses después de su estreno en cines. Su programación mezclaba series animadas y películas de Disney. Disney Cinemagic HD fue lanzado el 30 de noviembre de 2007.
El 8 de mayo de 2015 a las 20:30, Disney Cinemagic cedió su lugar a Disney Cinema con el estreno de Campanilla: Hadas y Piratas.
Disney Cinema se dedicaba exclusivamente a la difusión de películas (y cortometrajes), y se han añadido películas de Star Wars.
Debido a la llegada de Disney+, el cierre de Disney Cinema y Disney XD fue anunciado para el 31 de marzo de 2020. En Francia, su cierre se retrasó hasta el 7 de abril con el aplazamiento del lanzamiento de Disney+ debido a la crisis de COVID-19 ante la saturación de las redes. Un canal Disney+ fue lanzado el 7 de abril de 2020 a 19h30 en el canal 16 de Canal+.
Disney Cinema y Disney XD continuaron emitiendo hasta el 1 de mayo de 2020 en Francia de ultramar y África. Disney+ se lanzó el 30 de abril en las Antillas francesas, la Guayana Francesa y Oceanía Francesa, pero aún no se ha lanzado en algunas regiones como la isla de Reunión y África.